# San Antonio de Arredondo
San Antonio de Arredondo è un comune argentino in provincia di Córdoba.
Si trova a 8 km a sud di Villa Carlos Paz, sulla strada provinciale n. 14, sulle rive dell'omonimo fiume. Dista 44 km dalla città di Córdoba.
La sua principale fonte di reddito è il turismo, grazie alle sue attrattive quali quella di trovarsi in una valle tra le Sierras Chicas e le Sierras Grandes e sulle rive del Río San Antonio.
A San Antonio de Arredondo morì l'8 giugno 1999 il padre Emiliano Tardif, predicatore cattolico conosciuto per quello che la chiesa cattolica chiama dono di guarigione.

## Geografia

### Popolazione
Nel 2010 contava 3.653 abitanti, il 57% in più di dieci anni prima. Secondo l'ufficio del Censo Provincial, nel 2008 contava 3.441 abitanti, costituendo coì la comunità più popolosa della provincia e poco dopo ebbe lo status di comune.
Fa parte dell'agglomerato urbano denominato Villa Carlos Paz – San Antonio de Arredondo – Villa Río Icho Cruz, che conta una popolazione di 69.840 abitanti.

### Sismicità
La sismicità della regione di Córdoba è frequente ma di bassa intensità e l'intervallo fra due terremoti d'intensità da media ad alta è mediamente di 30 anni. Gli ultimi terremoti furono:
- 22 settembre 1908, alle ore 17.00 UTC-3, con 6,5 gradi Richter, (VII secondo la scala Mercalli); ubicazione 30°30′00″S 64°30′00″W; profondità: 100 km; produsse danni a Deán Funes, Cruz del Eje e Soto, provincia di Córdoba, e nel sud delle province di Santiago del Estero, La Rioja e Catamarca[3]
- 16 gennaio 1947, alle 2: 37 UTC-3, con una magnitudo approssimativa di 5,5 gradi Richter[2]
- 28 marzo 1955, alle 6:20 UTC-3 con 6,9 gradi Richter: alla gravità fisica del fenomeno si unì l'assoluta impreparazione della popolazione a questi eventi ricorrenti
- 7 settembre 2004, alle 8:53 UTC-3 con 4,1 gradi Richter
- 25 dicembre 2009, alle 21:42 UTC-3 con 4,0 gradi Richter